# Organiste à ventre marron
Euphonia pectoralis
Espèce
Statut de conservation UICN

 LC  : Préoccupation mineure
L'Organiste à ventre marron (Euphonia pectoralis), aussi appelé Euphone à ventre marron ou Organiste à plastron est une espèce de passereaux d'Amérique centrale appartenant à la famille des Fringillidae.

## Répartition

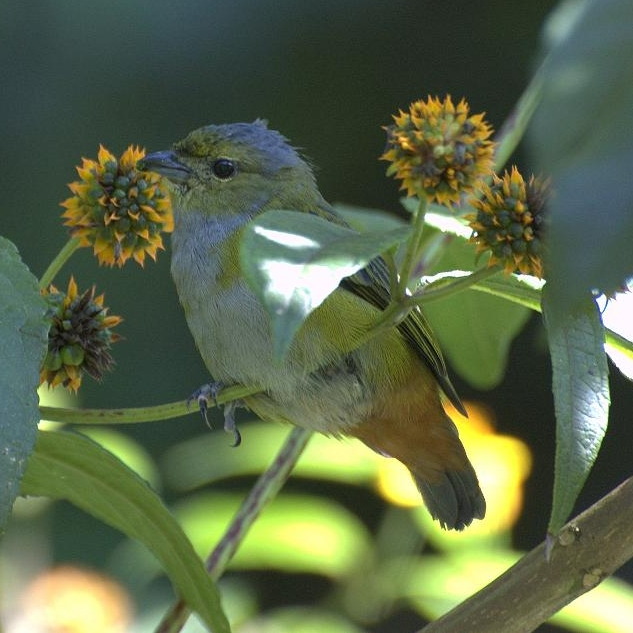
Femelle

Cet oiseau peuple le sud du Brésil, l'est du Paraguay et la Selva Misionera (Argentine).